# Pro Evolution Soccer 5
Pro Evolution Soccer 5 (Winning Eleven 9, abrégé PES 5) est un jeu de simulation de football sorti sur les consoles PlayStation 2, PSP et Xbox ainsi que sur PC.
Il met en scène les plus grandes équipes européennes et mondiales. Les joueurs et les actions de jeu sont d'un réalisme tel qu'on se croirait dans un stade.

## Accueil
- Jeuxvideo.com : 18/20[1] - 15/20 (PSP)[2]